# Danh sách trò chơi của Capcom

Logo hiện tại của Capcom

Capcom là một công ty phát triển và sản xuất trò chơi điện tử được hình thành từ việc sáp nhập vào ngày 11, năm 1983. Ngoài game thùng và trò chơi điện tử thông thường, công ty cũng tạo ra một số trò chơi pinball và trò chơi arcade không có hình ảnh. Công ty được biết đến với một số loạt trò chơi đã trở thành thương hiệu trị giá hàng triệu đô la, như Street Fighter, Marvel vs. Capcom, Mega Man, Resident Evil, Devil May Cry, Dead Rising, Monster Hunter, Sengoku Basara, Onimusha  và Ace Attorney. Công ty đã phát triển hoặc xuất bản hàng trăm tựa trò chơi trong một rất nhiều thương hiệu trò chơi điện tử trên nhiều nền tảng máy chơi trò chơi.
Capcom đã phát hành nhiều trò chơi ở các khu vực bên ngoài Nhật Bản, như Bắc Mỹ, Đông Nam Á và Châu Âu. Thông thường tên trò chơi được thay đổi cho khu vực đó. Các tiêu đề trong bảng là các tiêu đề tiếng Anh, trừ khi chúng chỉ được phát hành tại Nhật Bản.